# Zeughaus (Wolfenbüttel)

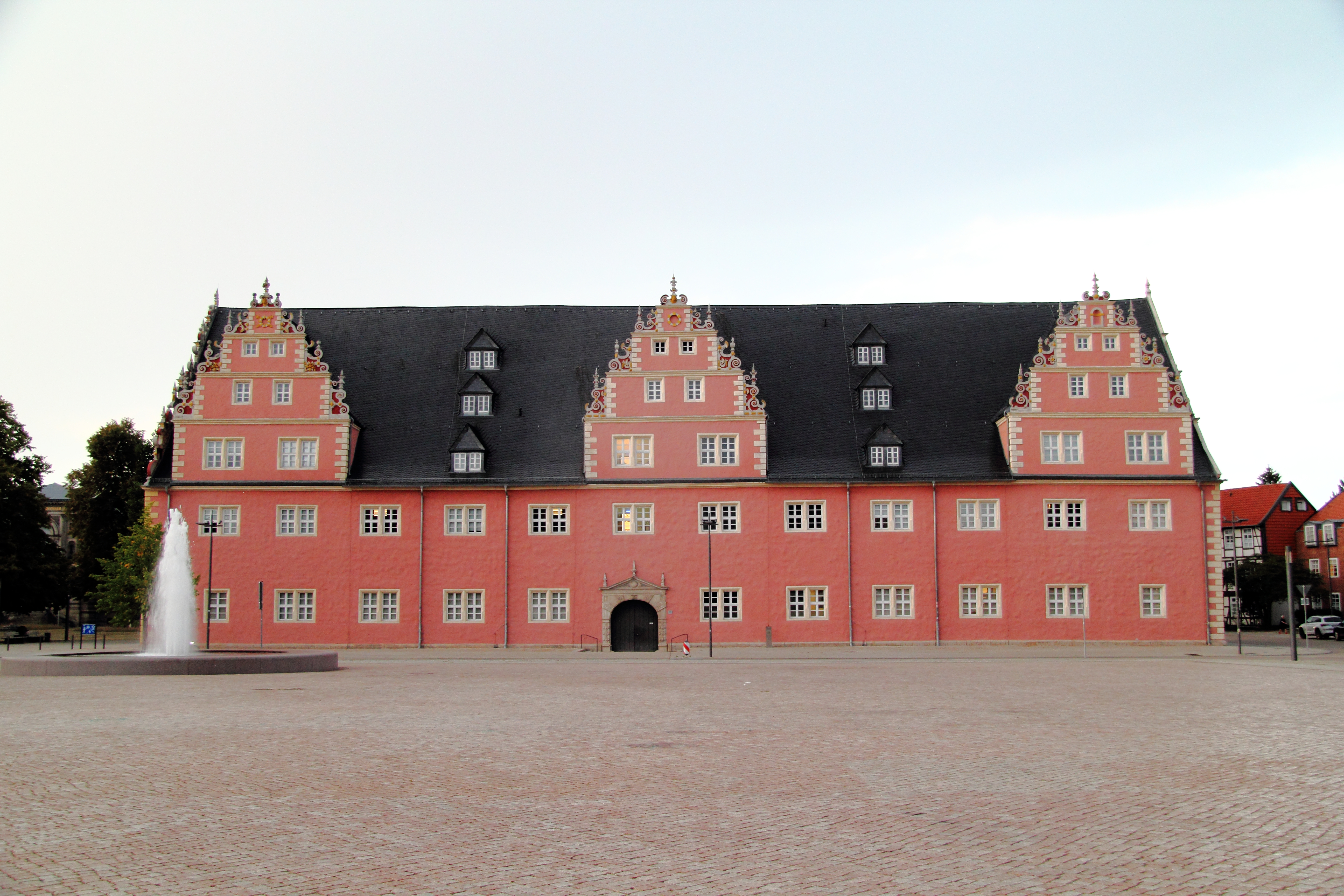
Das Zeughaus (2022)

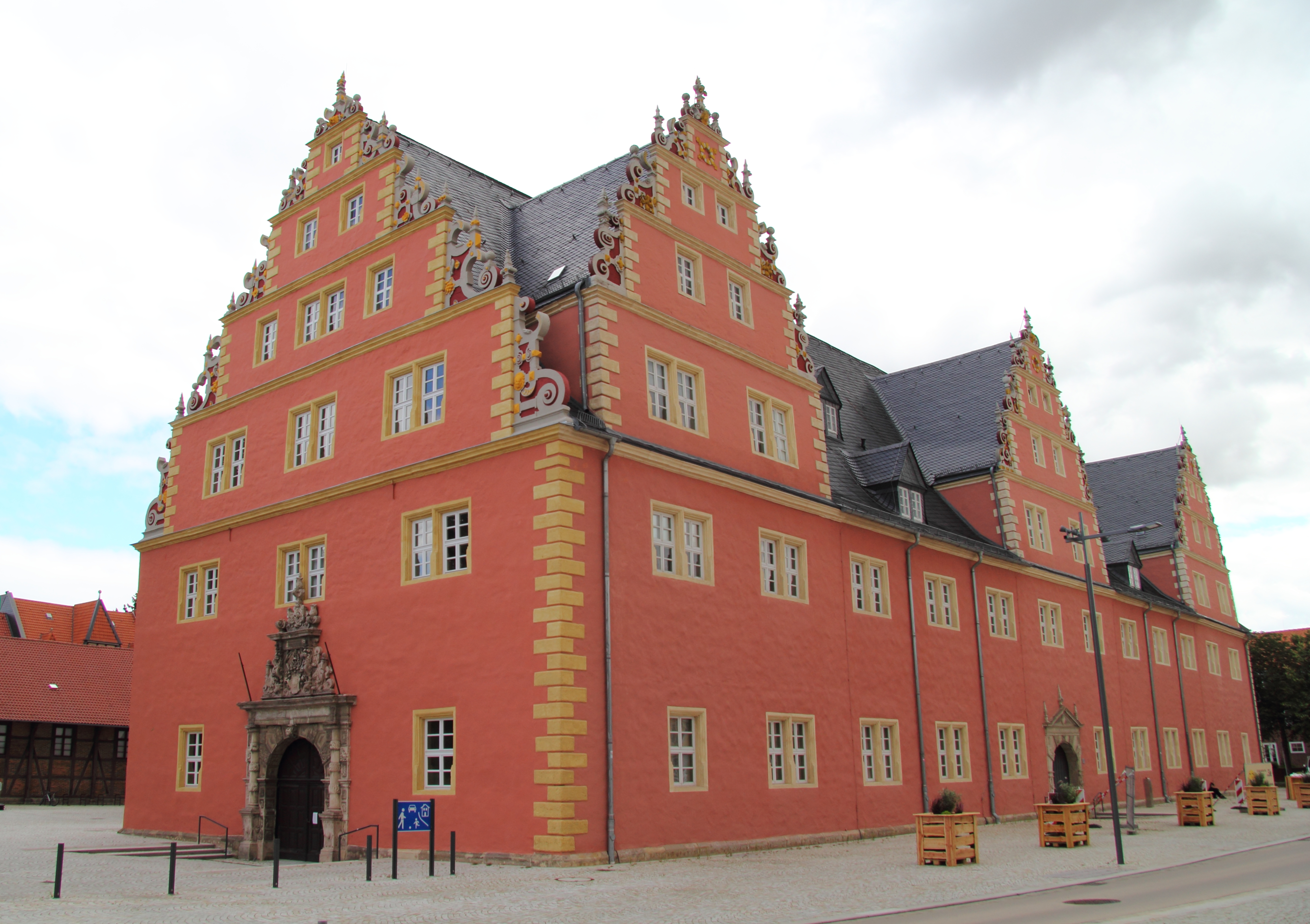
Das Zeughaus von Südwesten (2021)

Das Zeughaus ist ein historisches Gebäude in der niedersächsischen Stadt Wolfenbüttel. Es wurde zwischen 1613 und 1619 (nach anderen Quellen 1617 oder 1618) als Kaserne und Lagerstätte für Kriegsgerät im Stil der Spätrenaissance erbaut. Das Gebäude steht in unmittelbarer Nähe des Schlosses Wolfenbüttel und befand sich ursprünglich innerhalb des Festungsringes der „Dammfestung“. Das Zeughaus ist heute ein wesentlicher Bestandteil des Architekturensembles des Wolfenbütteler Schlossplatzes und gilt als einer der größten Renaissancebauten Norddeutschlands.

## Vorgängerbauten
Spärliche Quellen berichten von zwei früheren Zeughäusern in Wolfenbüttel. Das älteste Zeughaus wird für 1505 erwähnt. Das zweite Zeughaus wurde 1585 errichtet und ist nur durch Rechnungen, nicht aber durch Planmaterial überliefert. Es war 1627 noch vorhanden und stand knapp nördlich des heutigen Zeughauses, wo in den Jahren 1659 bis 1662 das große Kornspeichergebäude entstand.
Neben den frühen Zeughausbauten bestanden separat noch die fürstlichen Harnisch- und Rüstkammern als Leibrüstkammern der Herrscherfamilie.

## Bauherr und Baumeister

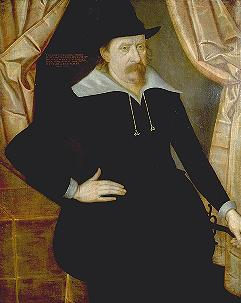
Herzog Heinrich Julius im Jahre 1564
Herzog Friedrich Ulrich im Jahre 1591

Geplant wurde das heute bestehende Zeughaus noch unter der Regierung des Herzogs Heinrich Julius von Braunschweig-Wolfenbüttel (1564–1613), der jedoch im Jahr des Baubeginns in Prag verstarb. Eigentlicher Bauherr war sein Sohn Herzog Friedrich Ulrich (1591–1634). Verantwortlicher Baumeister war der herzogliche Baudirektor Paul Francke (1537–1615). Nach seinem Tode, etwa zwei Jahre nach Baubeginn, übernahm die Bauleitung der Braunschweiger Steinmetz Jacob Meyerheine (1550–1620), der entsprechend der Jahreszahl am Westportal den Bau 1619 vollendete. Es wird vermutet, dass die Baumeister sich bei den Renaissance-Elementen an den Vorlagebüchern des Niederländers Hans Vredeman de Vries (1527–1609) orientierten, der von 1586 bis 1590 in Wolfenbüttel tätig gewesen war.

## Architektur

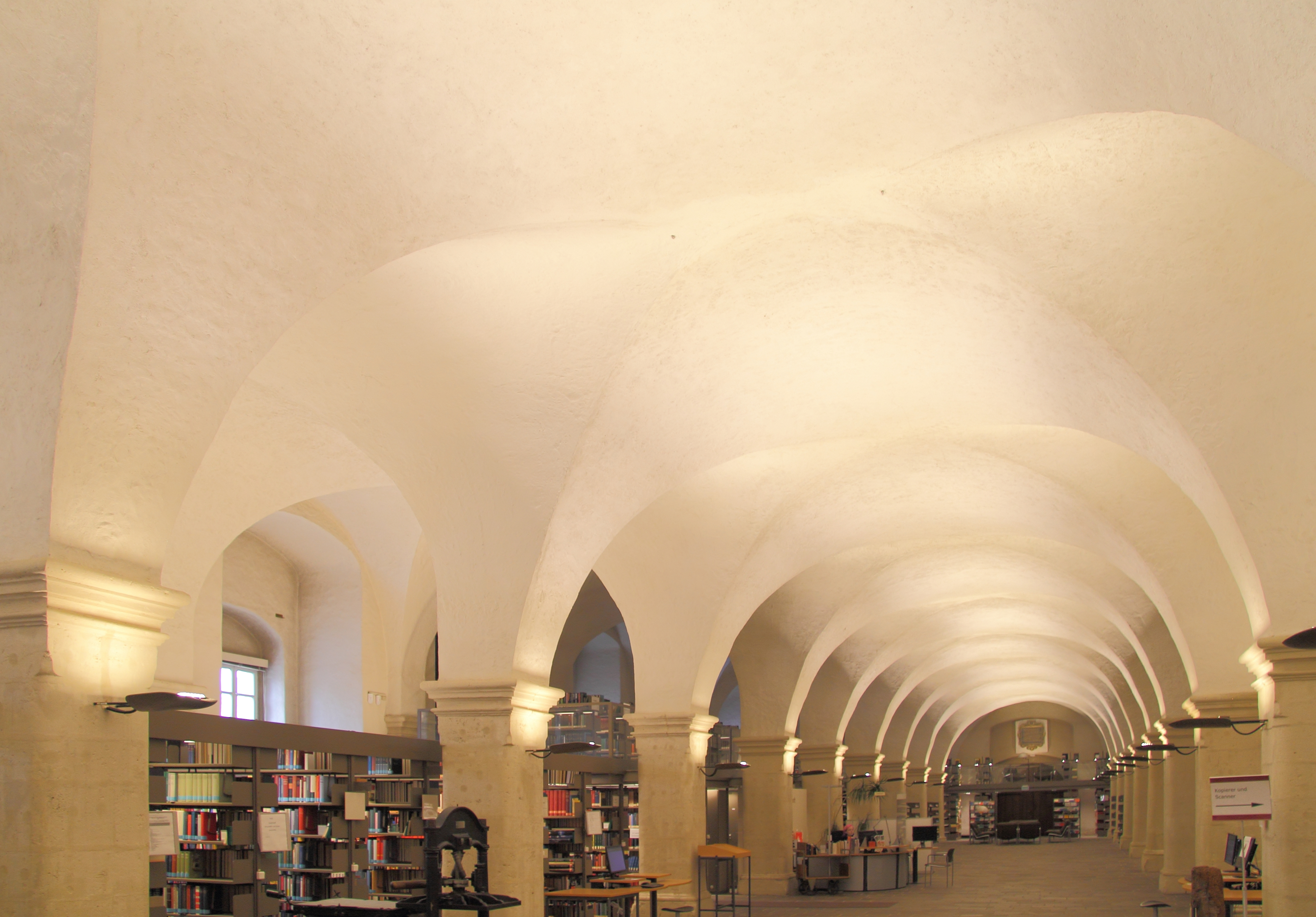
Dreischiffige Renaissancehalle im Erdgeschoss

Das Gebäude besteht aus einem zweigeschossigen Unterbau (65 mal 20 Meter groß) und einem dreistöckigen spitzen Dach. Das Erdgeschoss bildet eine beeindruckende dreischiffige Renaissancehalle mit einem Mittelschiff und an den Seiten Geschütz- und Zeugjoche, getrennt durch Pfeiler, aus denen die Bögen aufsteigen. Die drei Zwerchgiebel befinden sich an der südlichen, zum Schloss ausgerichteten Längsseite. Zusammen mit dem Westgiebel zeigen sie reichen Voluten-, Obelisken- und Früchteschmuck im Stil des Manierismus bzw. der Spätrenaissance. Die nördliche Längsseite und die östliche Stirnseite mit Giebel sind weitgehend undekoriert, da sie keine zum Schloss und auf den Schlossplatz ausgerichteten Schauseiten darstellen.
Künstlerisch bedeutend ist das prächtig verzierte Westportal, das Jacob Meyerheine zugeschrieben wird. Es wird von Säulen flankiert und von einem kräftigen Architrav überdacht. Darüber befinden sich zahlreiche Dekorations- und Gliederungselemente und ein großes Landeswappen. Die Dekoration zeigt mehrere Kanonenrohre, die auf den Betrachter gerichtet sind. Ähnliche Portale, ohne die militärischen Attribute, fertigte der Künstler an der Nord- und Südseite der Wolfenbütteler Marienkirche und am Universitätsgebäude Juleum in Helmstedt.

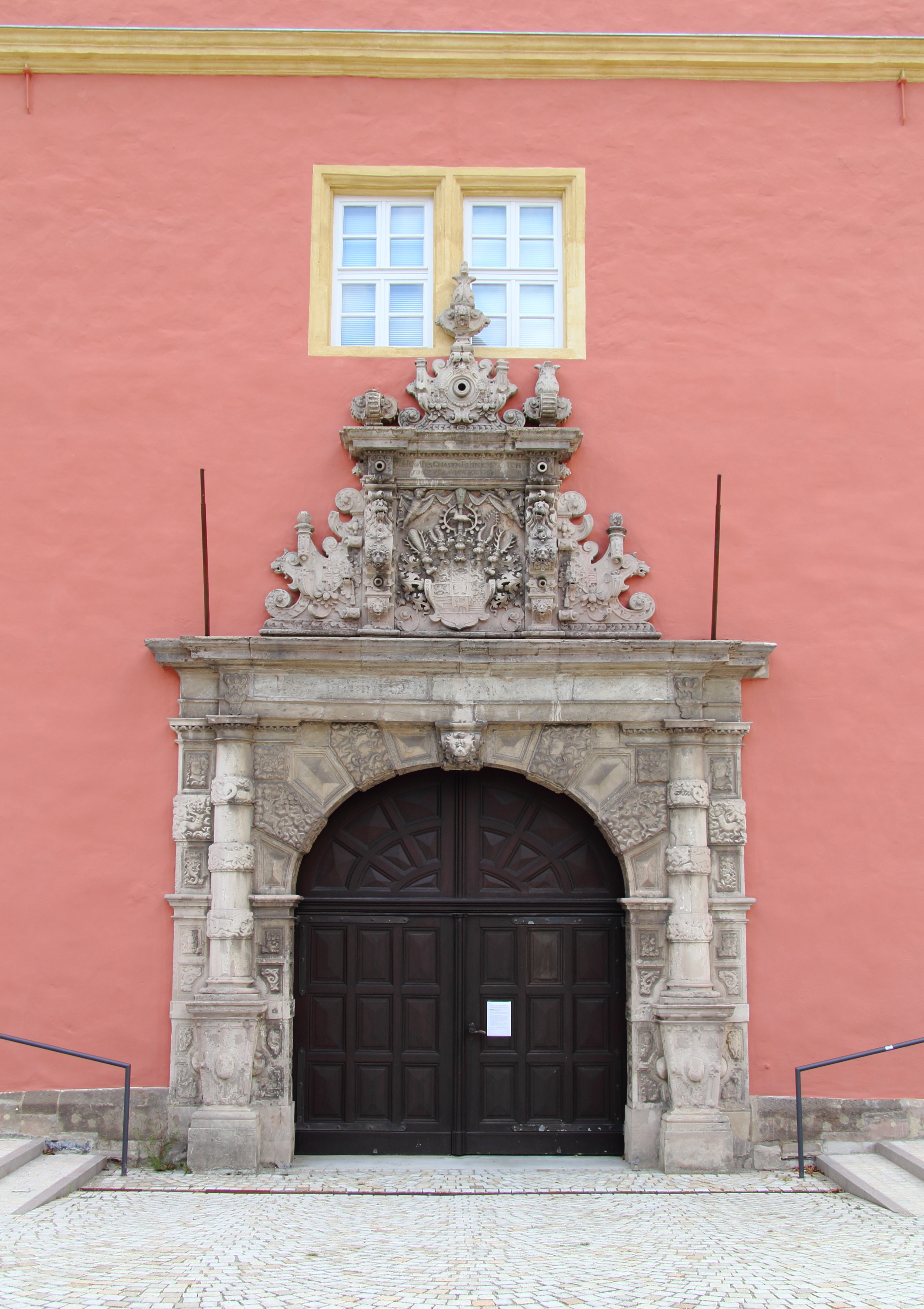
Das Westportal der Zeughauses
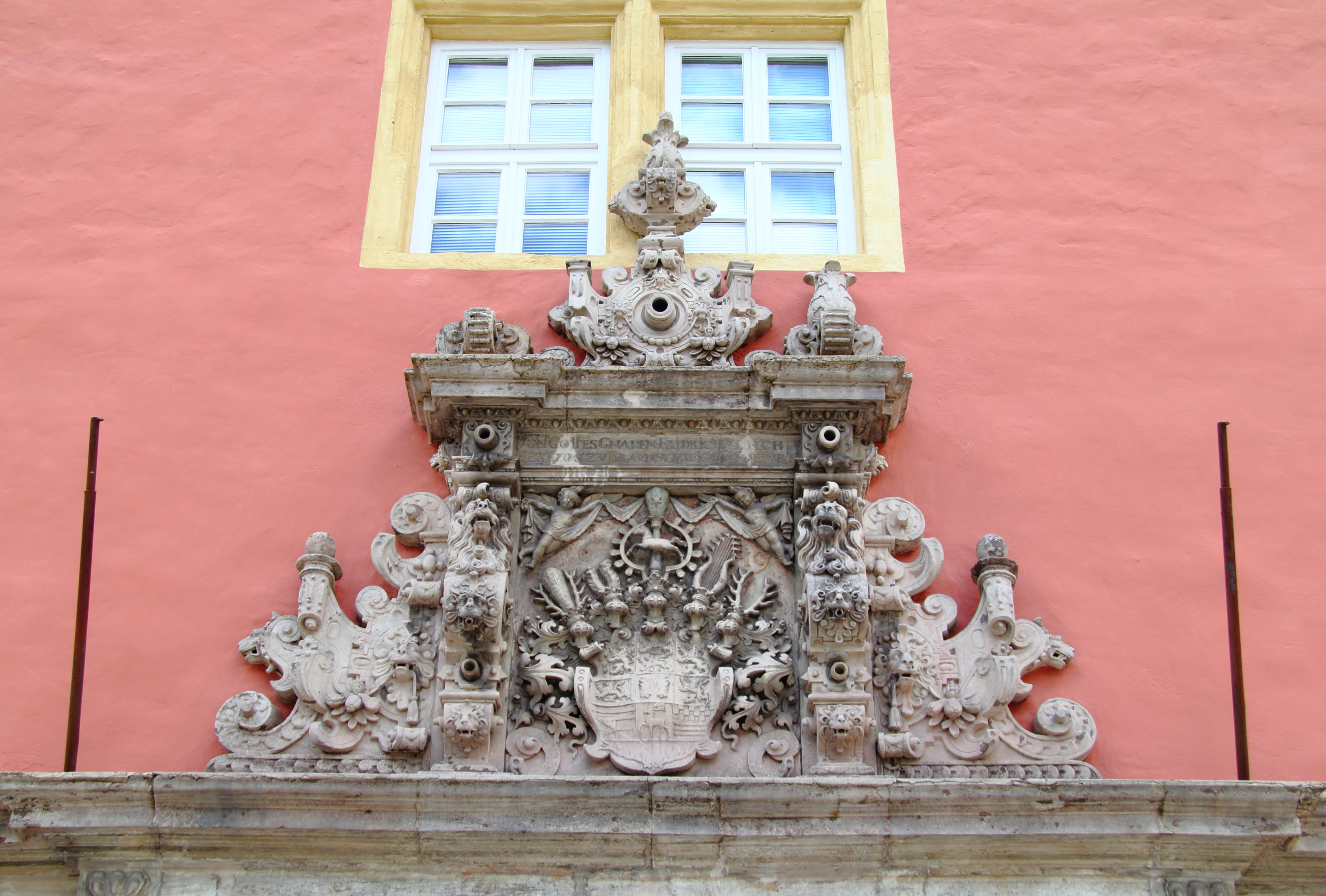
Wappenaufsatz auf dem Westportal
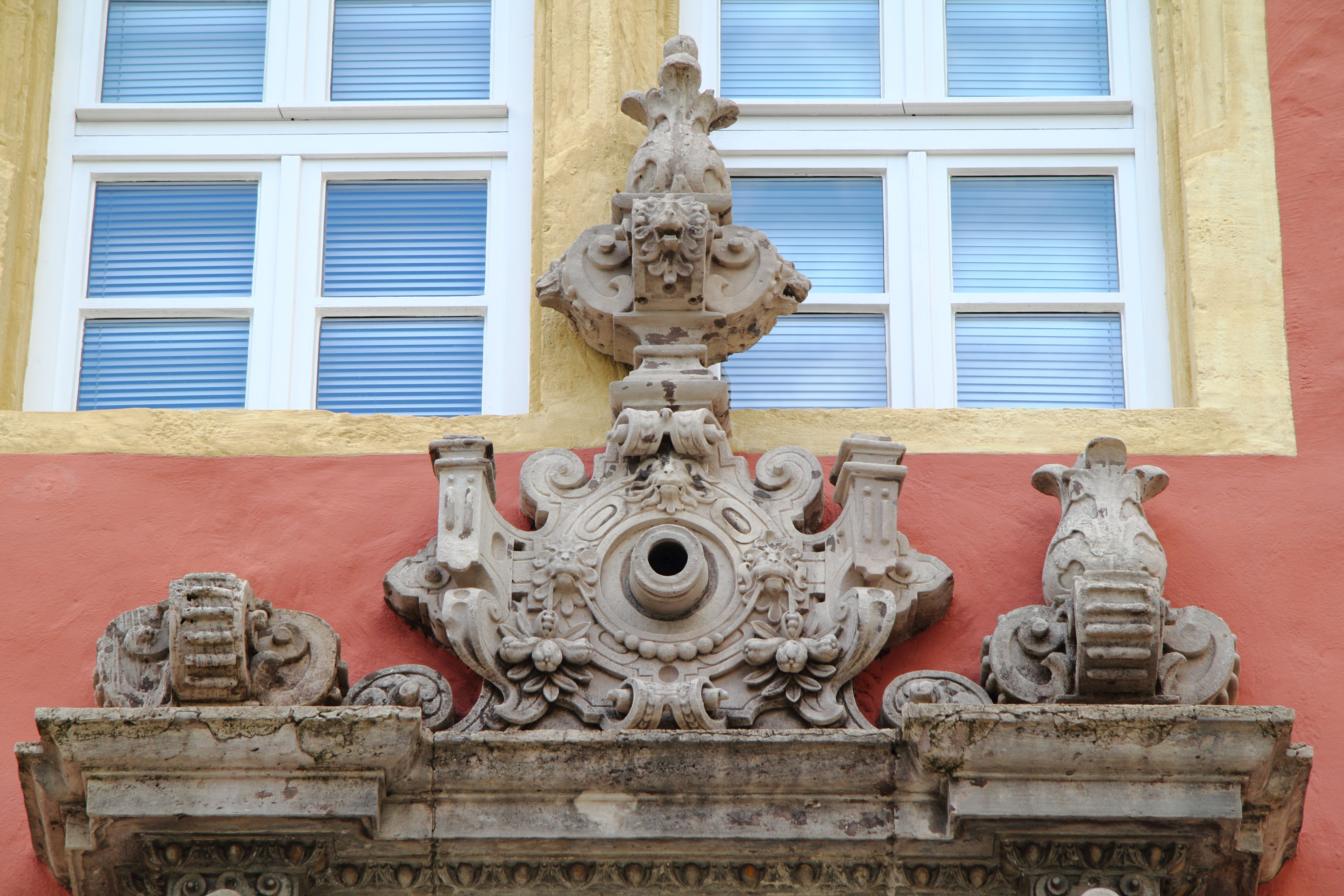
Militärische Anmutung: Kanonenrohre zielen auf den Betrachter.
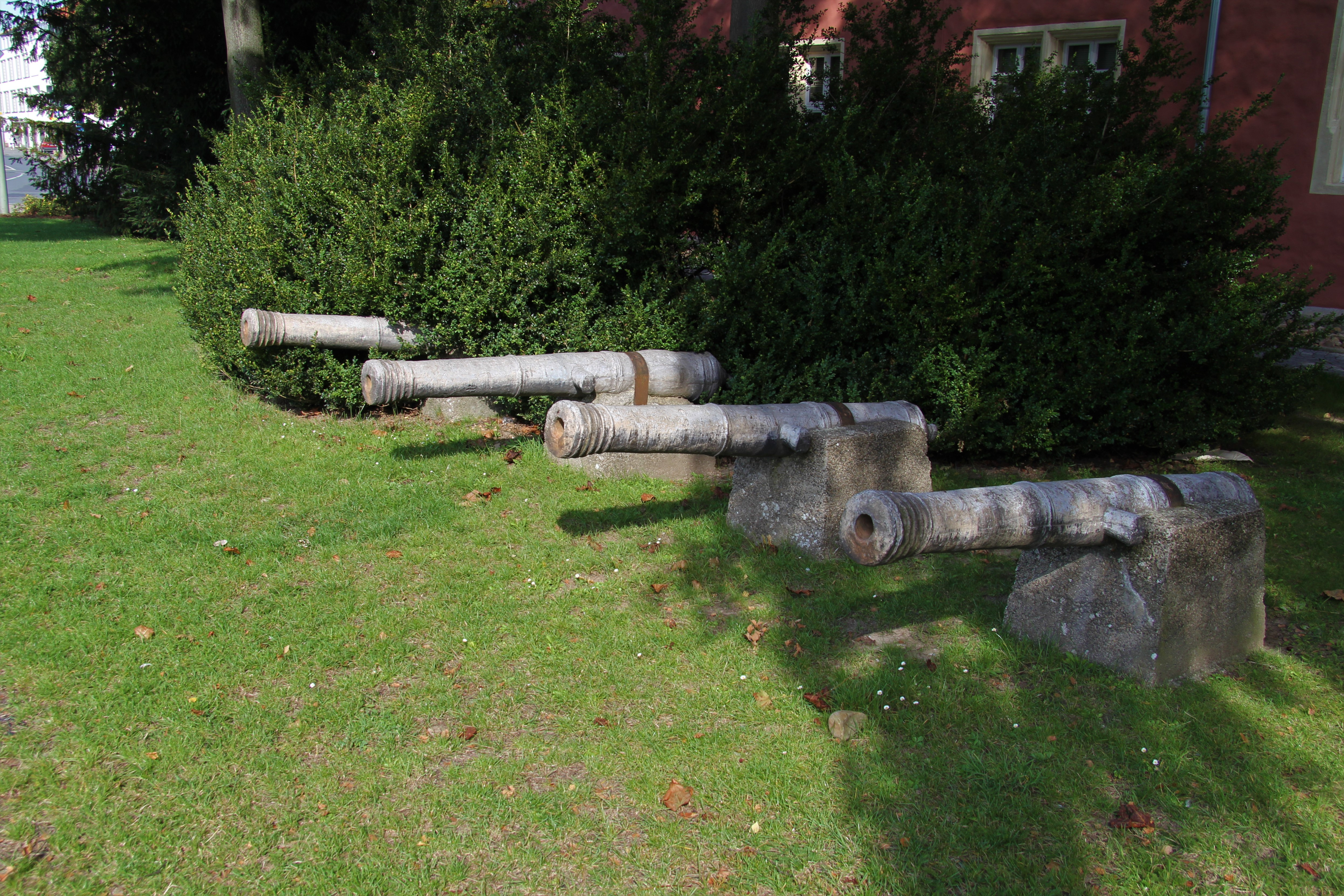
Kanonen vor dem Zeughaus (2011)

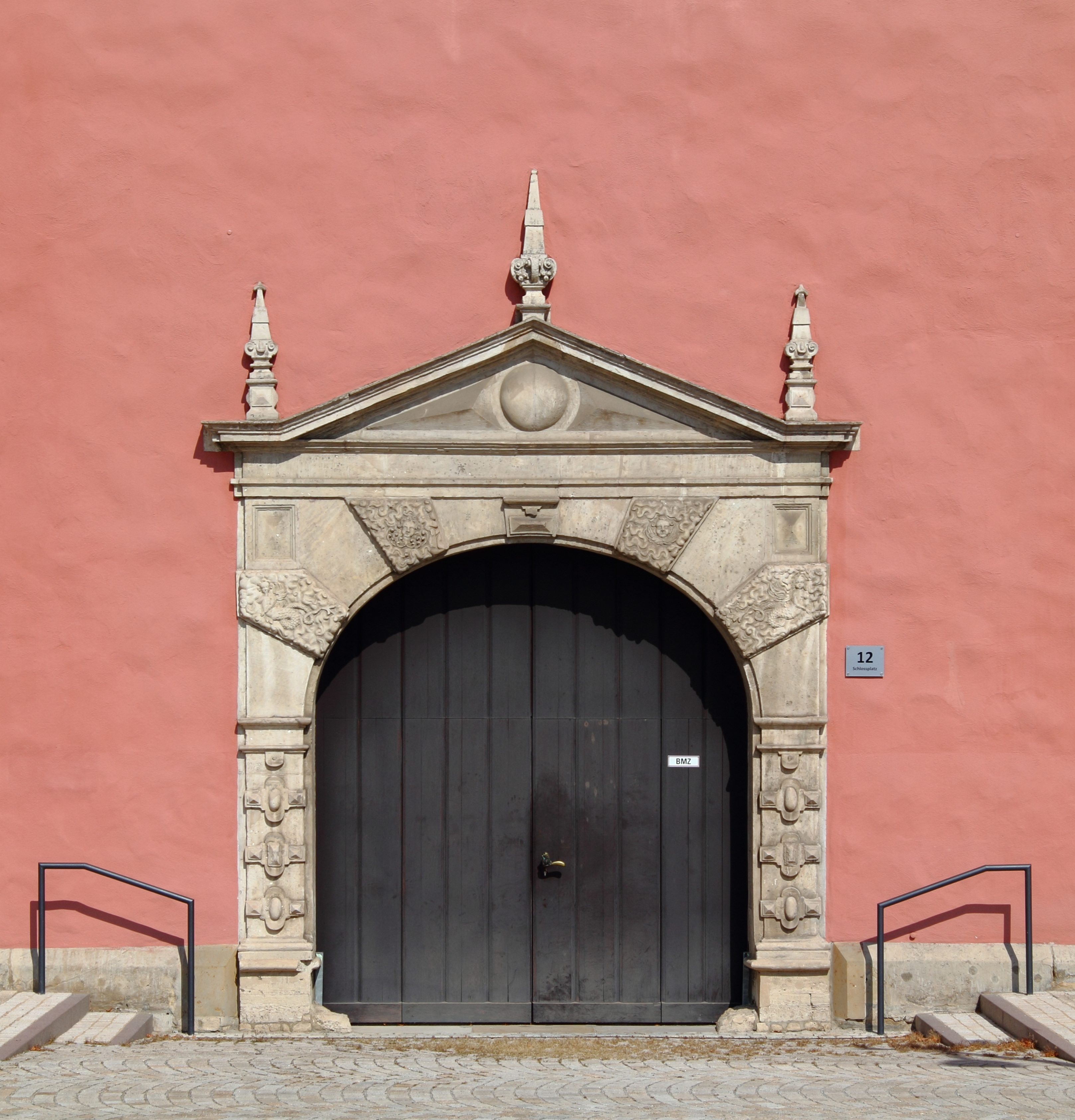
Südportal, gerichtet auf den Schlossplatz
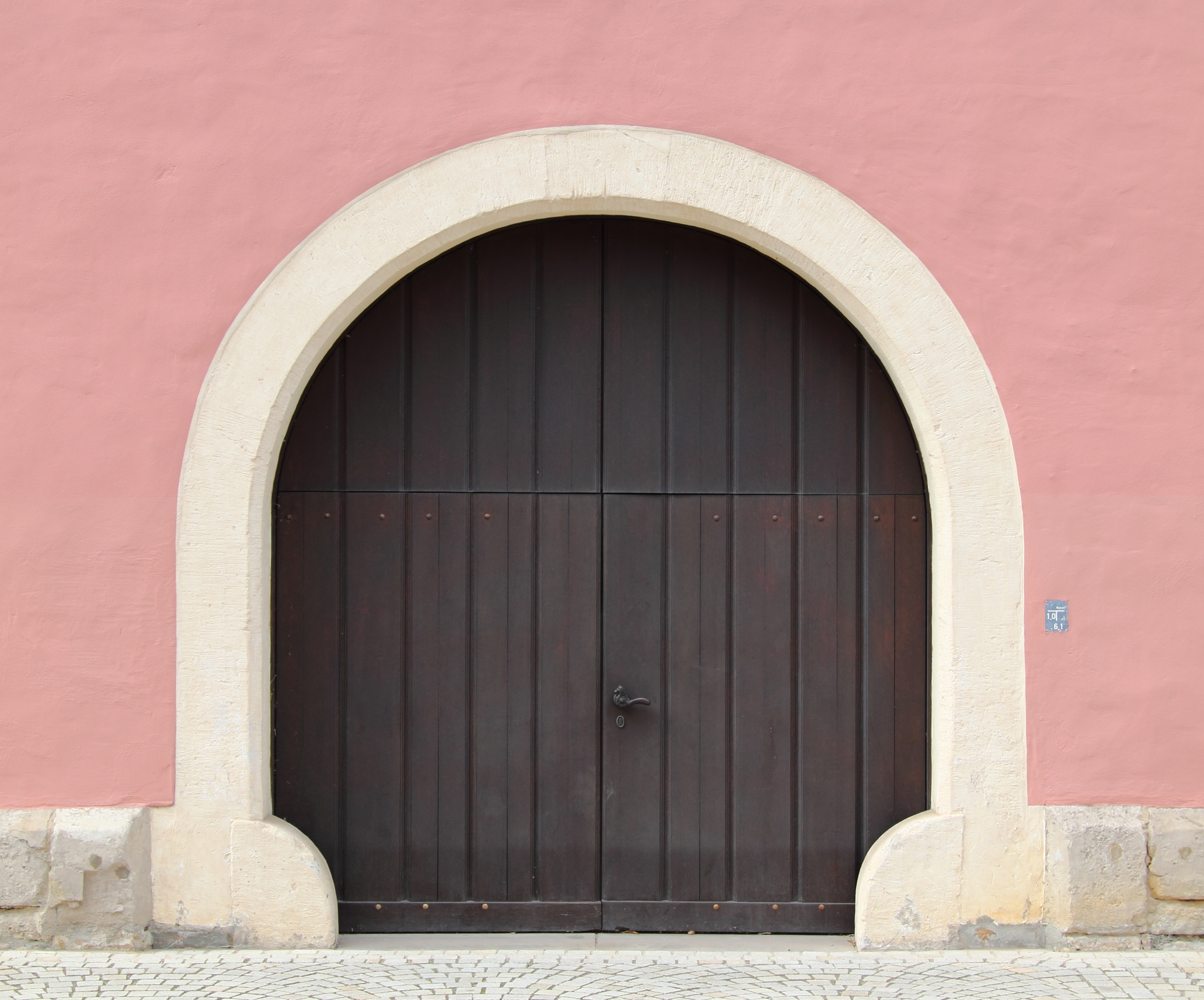
Schmuckloses Ostportal
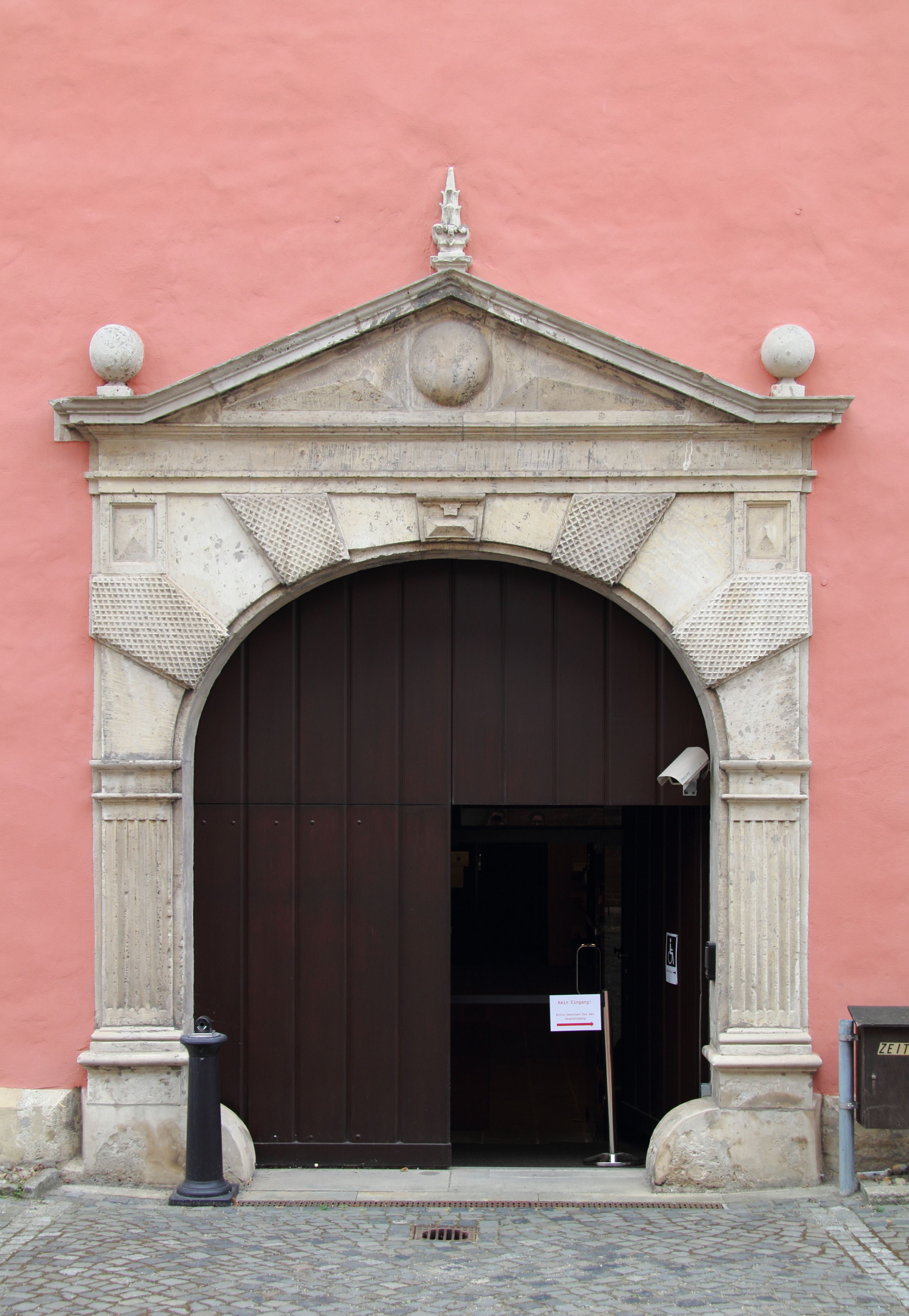
Nordportal in Richtung Kornspeicher

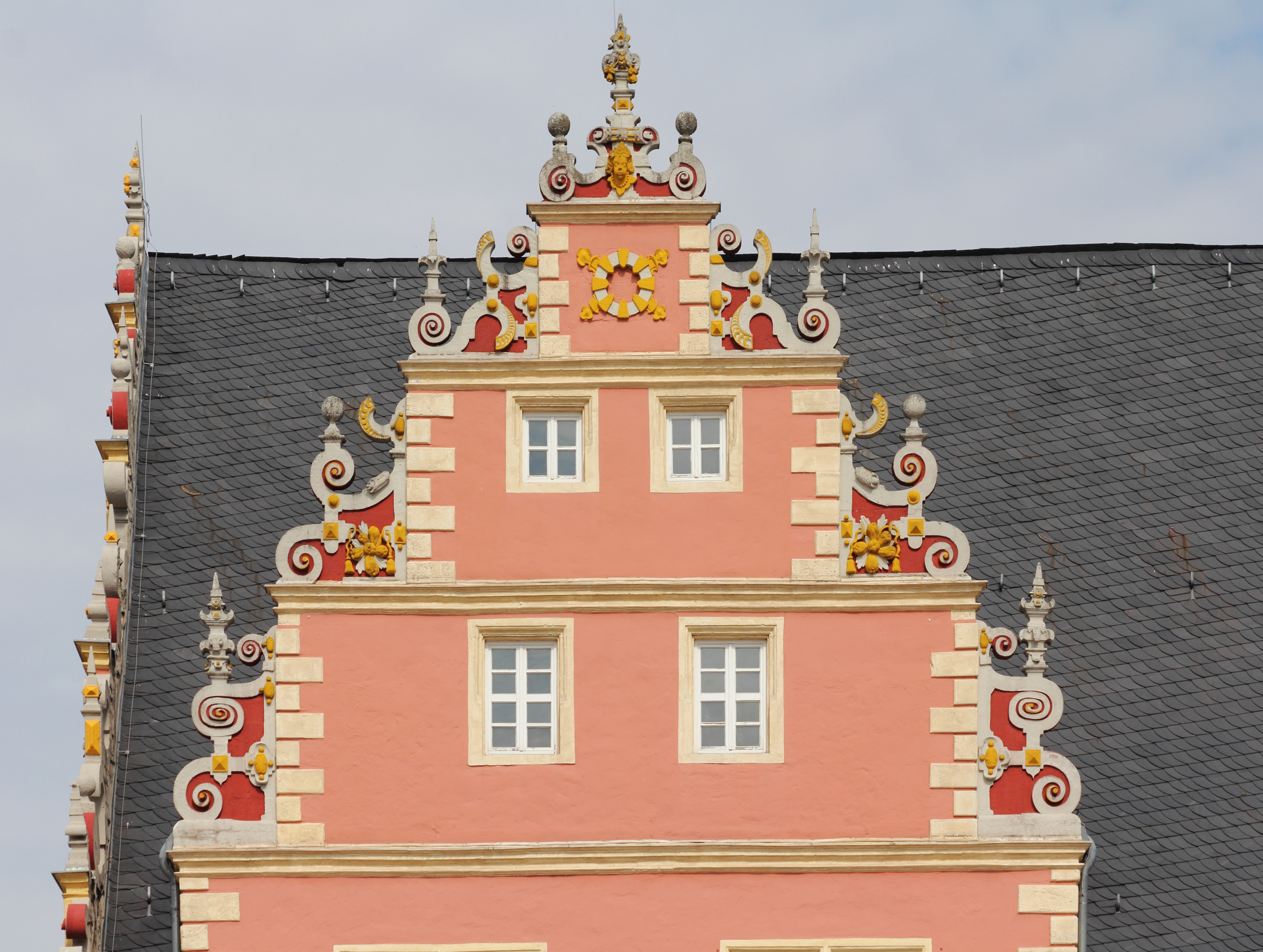
Zwerchgiebel auf der Südseite
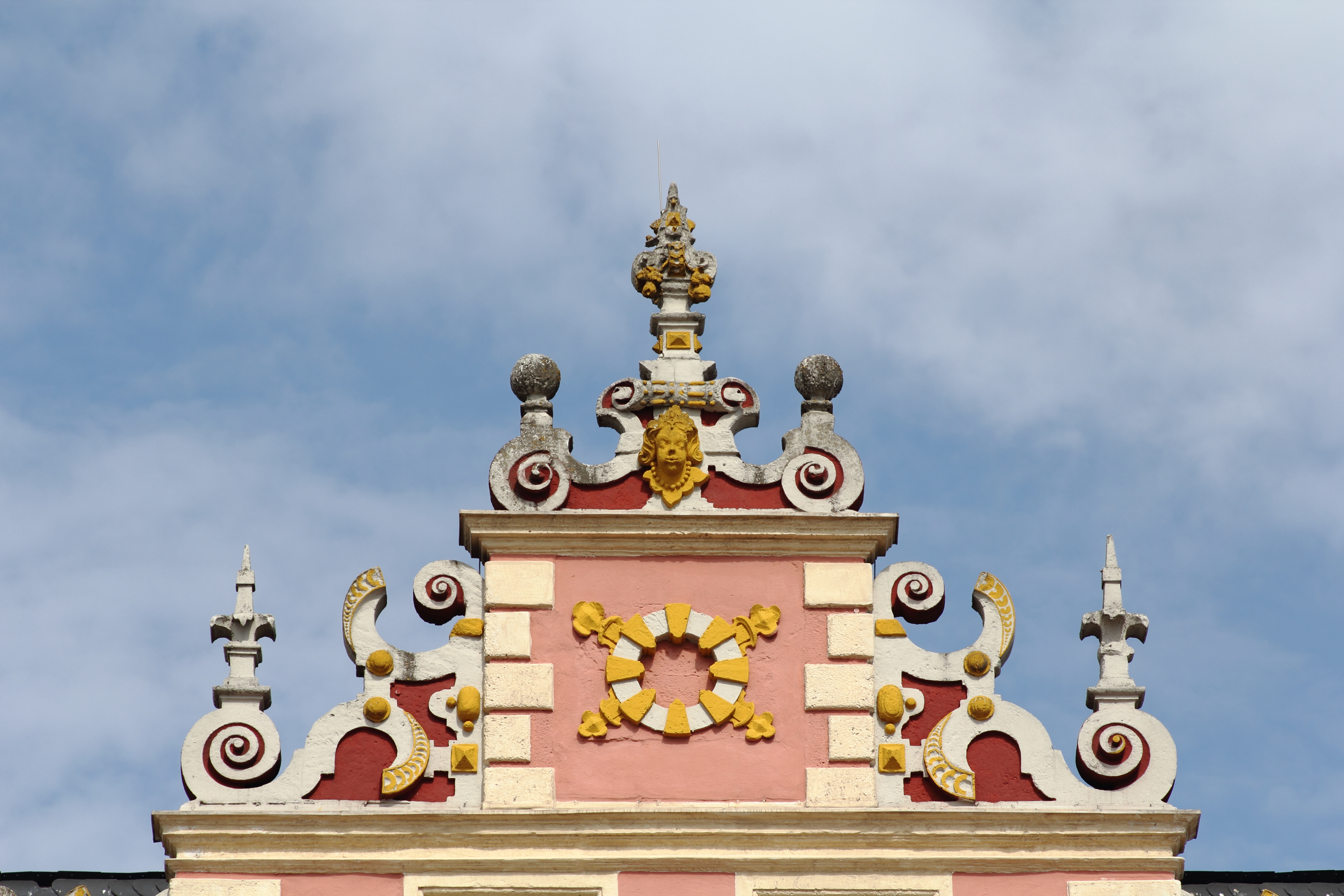
Giebelaufsatz mit Renaissance-Dekoration
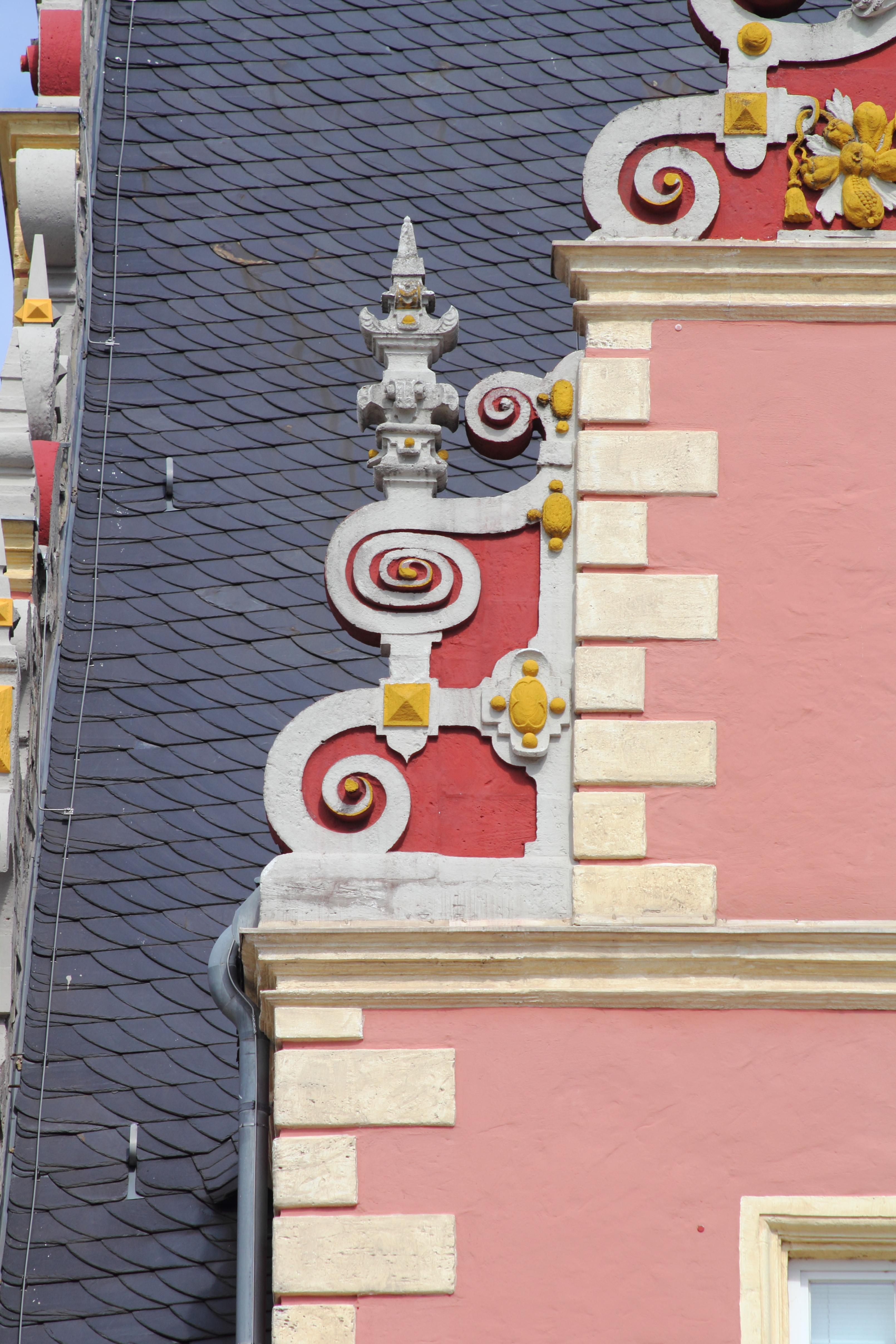
Voluten, Fiale und Früchteschmuck

## Nutzung
Das Gebäude diente zur Zeit seiner Erbauung als Lagerstätte für Kriegsgerät aller Art (Zeughaus). In der großen Halle im Erdgeschoss („Kanonenhalle“) wurden Feld- und Belagerungsgeschütze unterschiedlichster Größen aufbewahrt, Lafetten, Wagen, mobile Feldschmieden, Pontons, artilleristisches Messgerät und weitere Instrumente. Über den steinernen Gewölben befanden sich im Obergeschoss Rüstkammern für Angriffswaffen wie Blank-, Stich-, Hieb-, Stangenwaffen und Kleingewehr, aber auch für Schutzwaffen wie Harnische und Helme. Zeitweise wurden hier auch Turnierwaffen verwahrt und die Leibrüstkammern der Herzöge eingerichtet. Es gab große Vorräte an Werkzeugen, Ersatzteilen, Munition und Rohstoffen, wie aus alten Inventaren hervorgeht. Der Dachboden diente vorerst als Kornspeicher. Im Laufe der Jahrzehnte wuchsen jedoch die Hofhaltung und die Ansprüche an ihre Versorgung so stark, dass von 1659 bis 1662 ein neues Gebäude als Kornspeicher wenige Meter nördlich des Zeughauses gebaut werden musste. Der neue Proviantboden, wie er auch genannt wurde, stand dem Zeughaus in Größe kaum nach, wurde aber in kostengünstigerer Fachwerkbauweise ohne aufwändige Dekoration errichtet. Dieses Gebäude gilt heute als eines der größten Fachwerkbauten Niedersachsens bzw. Norddeutschlands.

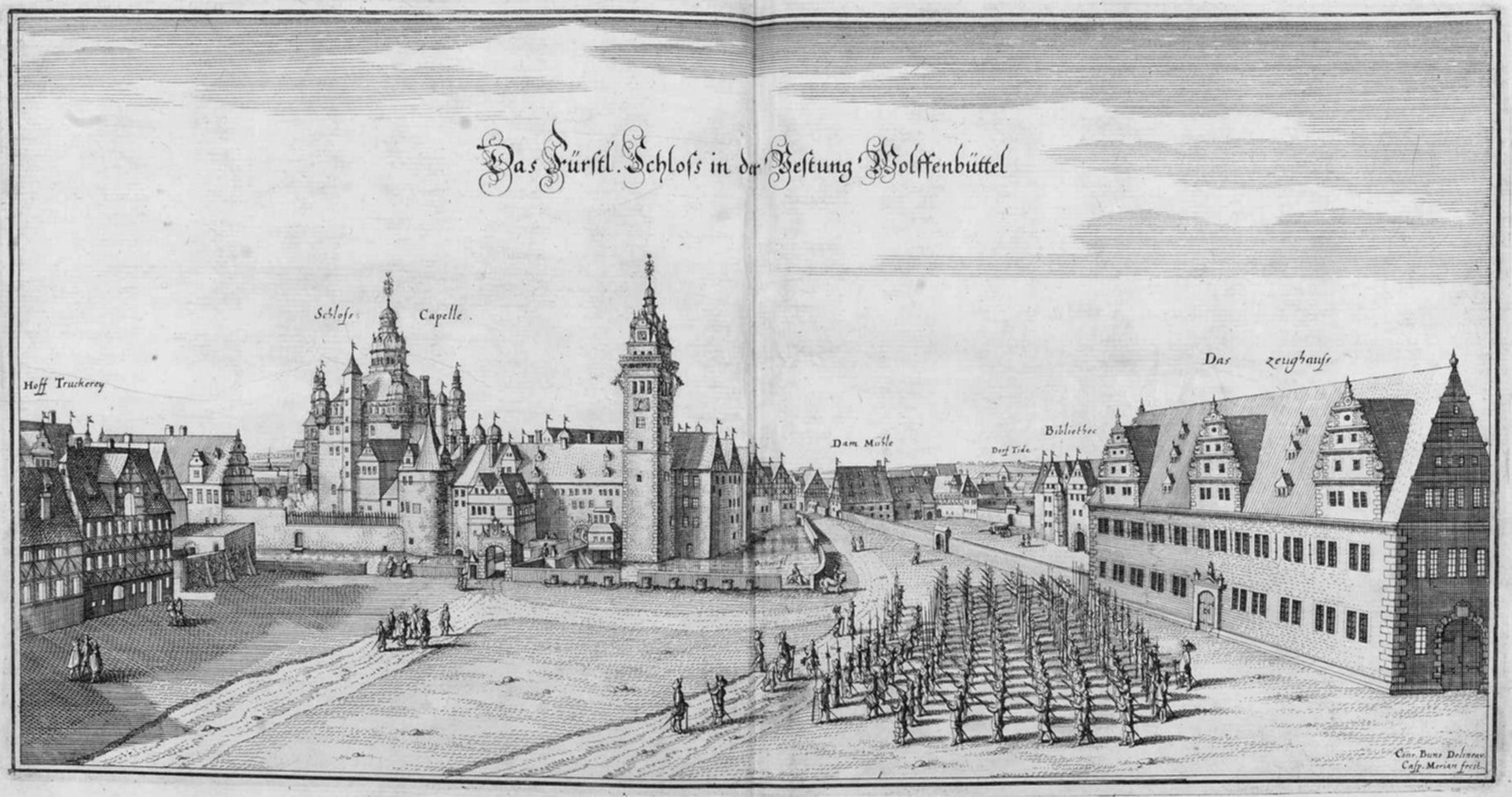
Auf dem Schlossplatz vor dem Zeughaus exerzierende Pikeniere (1654/1658)

Der vor dem Zeughaus befindliche Schlossplatz war zu Beginn des 17. Jahrhunderts noch dicht bebaut. Nach dem Dreißigjährigen Krieg wurde die Bebauung abgetragen und der Platz konnte von der Infanterie zum Exerzieren genutzt werden. Berühmt waren die im Zeughaus gelagerten Kanonen, die unter dem Befehl von Herzog Julius (1528–1589), dem Großvater des Bauherrn Friedrich Ulrich, entwickelt worden waren. Sie galten als die größten Geschütze Deutschlands und sollen Schüsse mit einer Reichweite von bis zu mehreren Kilometern ermöglicht haben. Das Ziel von Julius war die Beschießung der Stadt Braunschweig aus der Festung Wolfenbüttel heraus. Das konnte damals aber nicht realisiert werden. Die Stadt Braunschweig wurde schließlich im Jahre 1671 im Rahmen einer konventionellen Belagerung von den Welfen-Fürsten erobert. Die großen Kanonen von Julius wurden noch lange Zeit im Zeughausgebäude als Repräsentationsobjekte ausgestellt und von Besuchern bewundert.
Als in Wolfenbüttel die Bibliotheksrotunde als Neubau für die damals weltberühmte Herzog August Bibliothek errichtet wurde, diente das Obergeschoss des Zeughauses von 1705 bis 1723 als Aufbewahrungsort der Bücher, die dort auch benutzt werden konnten.
Nachdem der herzogliche Hof in den Jahren 1753/54 von Wolfenbüttel nach Braunschweig verlegt worden war, diente das Zeughaus in Wolfenbüttel weiter als Schlosskaserne und der Schlossplatz als Exerzierplatz. Im Jahre 1806 erfolgte der Innenumbau zur ausschließlichen Nutzung als Kaserne. In den Jahren nach 1900 war das Gebäude ein Filialdepot der Wolfenbütteler Garnison. Zu der Zeit, vor dem Ersten Weltkrieg, waren in Wolfenbüttel der Stab und die I. Abteilung des Niedersächsischen Feldartillerieregimentes Nr. 46 stationiert, sodass davon ausgegangen werden kann, dass auch damals wieder Kanonen oder andere Artillerieausrüstung im Zeughaus gelagert wurden. Nach dem Zweiten Weltkrieg wurde das Gebäude als Flüchtlingsunterkunft, als Einkaufsmarkt und als Maleratelier genutzt und befand sich danach in einem ruinösen Zustand.
Seit 1974 ist das Zeughausgebäude zentraler Bestandteil der Herzog August Bibliothek. Es wurde von 1976 bis 1981 umgebaut und dient seitdem als Forschungsbibliothek, Handbibliothek und Ausstellungszentrum. Besucher, die nicht in der Bibliothek arbeiten möchten, haben die Gelegenheit, im großen Renaissancesaal im Erdgeschoss eine Ausstellung zur Buchgeschichte und wechselnde Sonderausstellungen zu besichtigen.
Aufsehen erregte eines der Geschütze aus der Zeit von Herzog Julius mit dem Namen „Wilder Mann“, als es 1984 im Rahmen einer Ausstellung „Architekt und Ingenieur“ von seinem damaligen Aufbewahrungsort, dem Zeughaus Unter den Linden, dem Museum für Deutsche Geschichte in Ostberlin, in einer gemeinsamen Aktion der Nationalen Volksarmee und der Bundeswehr von Berlin  in die Wolfenbütteler Zeughaushalle verfrachtet wurde.